# Clear Lake, Wisconsin
Clear Lake là một làng thuộc quận Polk, tiểu bang Wisconsin, Hoa Kỳ. Năm 2006, dân số của làng này là 1051 người.